# Dangerous Woman (chanson)
Pour les articles homonymes, voir Dangerous Woman.
Singles de Ariana Grande
Focus
(2015) Into You
(2016)
Pistes de Dangerous Woman
Moonlight
(1) Be Alright
(3)
Dangerous Woman est une chanson de la chanteuse américaine Ariana Grande, c'est le premier single de son troisième album, appelé Dangerous Woman.